# 앤 더들리
앤 더들리(영어: Anne Dudley, 1956년 5월 7일~)은 잉글랜드의 작곡가, 키보디스트, 음악가이다.